# Kalaphorura heterodoxa
Kalaphorura heterodoxa is een springstaartensoort uit de familie van de Onychiuridae. De wetenschappelijke naam van de soort is voor het eerst geldig gepubliceerd in 1964 door Gisin.